# Шабанов, Борис Михайлович
Борис Михайлович Шабанов (род. 16 марта 1954 года) — советский и российский учёный-кибернетик, член-корреспондент РАН (2022).

## Биография
Родился 16 марта 1954 года в Москве.
В 1991 году — защитил кандидатскую диссертацию, тема: «Исследование и разработка управления оперативной памятью в высокопроизводительной векторно-конвейерной системе».
В 2019 году — защитил докторскую диссертацию, тема: «Методы и способы построения, выбора и применения высокопроизводительных вычислительных систем для выполнения научных и технических задач».
С 1986 по 1994 годы — работал учёным секретарём, с 1991 года заместителем директора по научной работе Института проблем кибернетики АН СССР, с 1991 года — Института проблем кибернетики РАН.
С 1994 по 1998 годы — заместитель директора по научной работе Института высокопроизводительных вычислительных систем РАН.
С 1998 года — работает в Межведомственном суперкомпьютерном центре Российской академии наук, заместителем директора по научной работе, а с 2015 года — директором.
В 2022 году — избран членом-корреспондентом РАН от Отделения

## Научная деятельность
Специалист в области проектирования, создания и использования универсальных высокопроизводительных вычислительных систем и комплексов.
Автор 76 научных работ, из них 5 монографий и 1 учебного пособия.
Основные научные результаты:
- разработал методы создания иерархических систем памяти в высокопроизводительных вычислительных системах векторно-конвейерного и кластерного типа с использованием современных быстродействующих интегральных схем и микропроцессоров;
- исследовал и разработал методы и методики организации векторных и параллельных вычислений в различных типах вычислительных систем и комплексов;
- научно обосновал и внедрил принципы создания многопрофильных вычислительных комплексов и сред на базе разнородных систем обработки и хранения информации с использованием новейших сетевых технологий;
- исследованы особенности создания и выполнения параллельных программ для гетерогенных вычислительных систем, что позволяет проводить оптимизацию программ с использованием различных критериев, таких как время выполнения, стоимость выполнения, загрузка оборудования, потребления энергии;
- исследована сетевая компонента кластерных вычислительных систем и развиты методы построения эффективных частично-блокируемых коммуникационных сетей для высокопроизводительных вычислительных систем.

Его теоретические разработки стали базой для создания вычислительного комплекса Межведомственного суперкомпьютерного центра Российской академии наук, и которым он сейчас руководит.
Внёс значительный личный вклад в реализацию крупнейших проектов созданию высокопроизводительных вычислительных машин, систем и сред. Под его руководством создавались суперкомпьютерные системы МВС1000М, МВС5000ВМ, МВС15К, МВС100К, МВС10П и их модификации, участвовал в создании вычислительной системы Эльбрус 2 и Электроника ССБИС1, внёс большой вклад в реализацию проектов создания суперЭВМ Электроника ССБИС/2 и её модификации с малым энергопотреблением и воздушной системой охлаждения.
Заведующий кафедрами Национального исследовательского института «МИЭТ» и Московского государственного университета информационных технологий, радиотехники и электроники.
Член редакционного совета журнала «Суперкомпьютеры», член бюро Научного Совета РАН «Высокопроизводительные вычислительные системы и телекоммуникации».

## Награды
- Медаль ордена «За заслуги перед Отечеством» II степени (2022)[2]
- Премия Правительства Российской Федерации в области науки и техники (в составе группы, за 2014 год) — за комплекс научных, технических, технологических и организационных решений для обеспечения суперкомпьютерными технологиями и информационными ресурсами научных исследований и инновационных разработок[3]
- Премия Правительства Российской Федерации в области образования (в составе группы, за 2009 год) — за учебно-методический комплекс «Научное, учебно-методическое и технологическое обеспечение подготовки специалистов в области суперкомпьютерных технологий» для образовательных учреждений высшего профессионального образования[4]
- Государственная премия Российской Федерации в области науки и техники[уточнить]